# Rain Effect
《Rain Effect》는 대한민국의 가수 비의 여섯 번째 정규 음반이다. 2014년 1월 2일 큐브DC에서 발매되었으며 로엔 엔터테인먼트에서 배급하였다. 2008년 《Rainism》 이후 6년 만의 정규 음반이며, 2010년 첫 EP 《Back To The Basic》 이후 첫 번째 음반이다.
대부분의 발매(JYP 엔터테인먼트를 떠난 이후)와 마찬가지로 이 음반은 비 자신이 배진렬, 정우영, 황혜경 등과 함께 직접 작사, 작곡, 프로듀싱한 것이 대부분이라고 한다. 현아는 이 음반의 유일한 피처링 아티스트로 참여했다.

## 수록곡
전체 작사: 비
| #            | 제목                              | 작곡               | 편곡         | 재생 시간 |
| ------------ | --------------------------------- | ------------------ | ------------ | --------- |
| 1.           | 〈Rain Effect〉                   | 비, 배진렬         | 배진렬       | 0:34      |
| 2.           | 〈30 SEXY〉                       | 비, 배진렬         | 배진렬       | 3:33      |
| 3.           | 〈LA SONG〉                       | 비, 배진렬         | 배진렬       | 3:14      |
| 4.           | 〈어디 가요. 오빠〉 (Feat. 현아)  | 비, 배진렬         | 배진렬       | 3:20      |
| 5.           | 〈마릴린 먼로〉 (Marilyn Monroe)  | 비, 배진렬         | 배진렬       | 3:44      |
| 6.           | 〈차에 타봐〉                     | 비, 배진렬, 정우영 | 배진렬       | 4:03      |
| 7.           | 〈SUPERMAN〉                      | 비, 배진렬, 황혜경 | 배진렬       | 3:21      |
| 8.           | 〈알아버렸어〉                    | 비, 배진렬         | 배진렬       | 3:54      |
| 9.           | 〈DEAR MAMA DON`T CRY〉           | 비, 배진렬         | 배진렬       | 3:41      |
| 10.          | 〈30 SEXY〉 (East4a Deeptech Mix) | 비, 배진렬         | East4A       | 3:14      |
| 총 재생 시간 | 총 재생 시간                      | 총 재생 시간       | 총 재생 시간 | 32:28     |

## 평가
이즘의 한동윤은 "의도하지 않았겠지만 비는 모처럼 낸 음반으로 가공할 만한 피로감을 들게 한다. 작금의 트렌드와 자신의 장기를 보여 줄 수 있는 댄서블한 분위기에만 혈안이 돼 편안함과 자연스러움을 장렬히 놓쳤다. 본인은 잘한다고 믿고 있을지 몰라도 답답하고 뻔한 가창도 불편한 기운에 한몫했다. 이곳에서 비는 음악 감상을 노역으로 승화시키는 위대한 일을 달성했다. 진정한 마성의 사나이임을 증명했다."라고 비판하였다.

## 차트
| 차트                | 최고순위 |
| ------------------- | -------- |
| 한국 가온 앨범 차트 | 1        |

## 발매일
| 국가     | 날짜           | 포맷                | 레이블            |
| -------- | -------------- | ------------------- | ----------------- |
| 대한민국 | 2014년 1월 2일 | CD, 디지털 다운로드 | 로엔 엔터테인먼트 |
| 세계     | 2014년 1월 2일 | CD, 디지털 다운로드 | 로엔 엔터테인먼트 |